# ويس مورغان
ويستلي ناثان «ويس» مورغان (بالإنجليزية: Westley Nathan Morgan)‏ (المولود 21 يناير 1984)؛ هو لاعب كرة قدم جامايكي سابق، آخر نادي لعب له نادي ليستر سيتي الإنجليزي وكان يلعب مع المنتخب الجامايكي في مركز الدفاع.
أمضى ويس معظم مسيرته مع نادي نوتينغهام فورست الذي لعب له منذ أن كان صغير السن، وقد لعب مع النادي 402 مباراة رسمية سجل فيها 14 هدفًا. انتقل إلى ليستر في يناير 2012 وأصبح قائد الفريق لاحقًا في نفس العام وقد لعب حوالي 277 مباراة مع الفريق، وأعلن إعتزاله في نهاية موسم 2021.
رُغم أنه وُلد وترعرع في إنجلترا، اختار ويس تمثيل جامايكا على النطاق الدولي ولعب أول مباراة مع المنتخب عام 2013، وأعتزل دوليًا عام 2016.

## روابط خارجية
- ويس مورغان على موقع قاعدة بيانات كرة القدم.إي يو (الإنجليزية)
- ويس مورغان على موقع ليكيب (الفرنسية)
- ويس مورغان على موقع ناشيونال فوتبول تيمز (الإنجليزية)
- ويس مورغان على موقع Soccerbase.com (لاعب) (الإنجليزية)
- ويس مورغان على موقع Soccerway.com (الإنجليزية)
- ويس مورغان على موقع عالم كرة القدم.نت (الإنجليزية)
- ويس مورغان على موقع AS.com (الإسبانية)